# A Social Cub
A Social Cub er en amerikansk stumfilm fra 1916 af Clarence G. Badger.

## Medvirkende
- Elizabeth De Witt
- Gonda Durand
- Harry Gribbon
- Reggie Morris
- Blanche Payson